# Улица Орджоникидзе (Ижевск)
Улица Орджоники́дзе (до 1937 года — Тра́ктовая улица) — улица в Первомайском районе города Ижевска. Проходит от Советской улицы до улицы 40 лет Победы. Нумерация домов ведётся от улицы 40 лет Победы.
Крупная улица магистрального значения, связывает с центром города жилые районы «Аэропорт» и «Ракетный».

## История
Улица Орджоникидзе возникла как начало старого Гольянского тракта — дороги, соединяющей Ижевск с камской пристанью Гольяны. Отсюда произошло и её первое название — Трактовая улица. В 1930-е гг. в районе улицы вдоль правого берега реки Карлутки началось строительство нового жилого микрорайона, основу которого составили типовые двухэтажные многоквартирные дома. Микрорайон получил название Соцгород, а Трактовая стала его центральной улицей.
16 октября 1937 года по решению исполкома горсовета улице было присвоено имя советского государственного деятеля Серго Орджоникидзе.
В послевоенные годы с участием пленных немцев происходила застройка улицы двухэтажными каменными домами. Так улица Орджоникидзе приобрела свой неповторимый архитектурный облик, почти не встречающийся в других районах Ижевска.

## Расположение
Улица Орджоникидзе находится в Первомайском административном районе города, на территории Центрального и Южного жилых районов. Берёт начало в центре Ижевска от улицы Советской и проходит от неё на юг. После перекрёстка с улицей Ленина следует в юго-восточном направлении. В конце делает поворот на восток и разделяется на Камбарскую улицу и улицу 40 лет Победы.
С нечётной стороны примыкают Прасовский переулок и проезд Орджоникидзе.
С чётной стороны примыкают: улица Краева, улица Карла Либкнехта, улица Циолковского, Промышленная улица, улица Марата, проезд Дзержинского, Мельничная улица, Ракетная улица.

## Примечательные здания и сооружения
По нечётной стороне:
- № 1 — Ижевский хлебозавод № 2
- № 1а — торговый центр «Аякс»

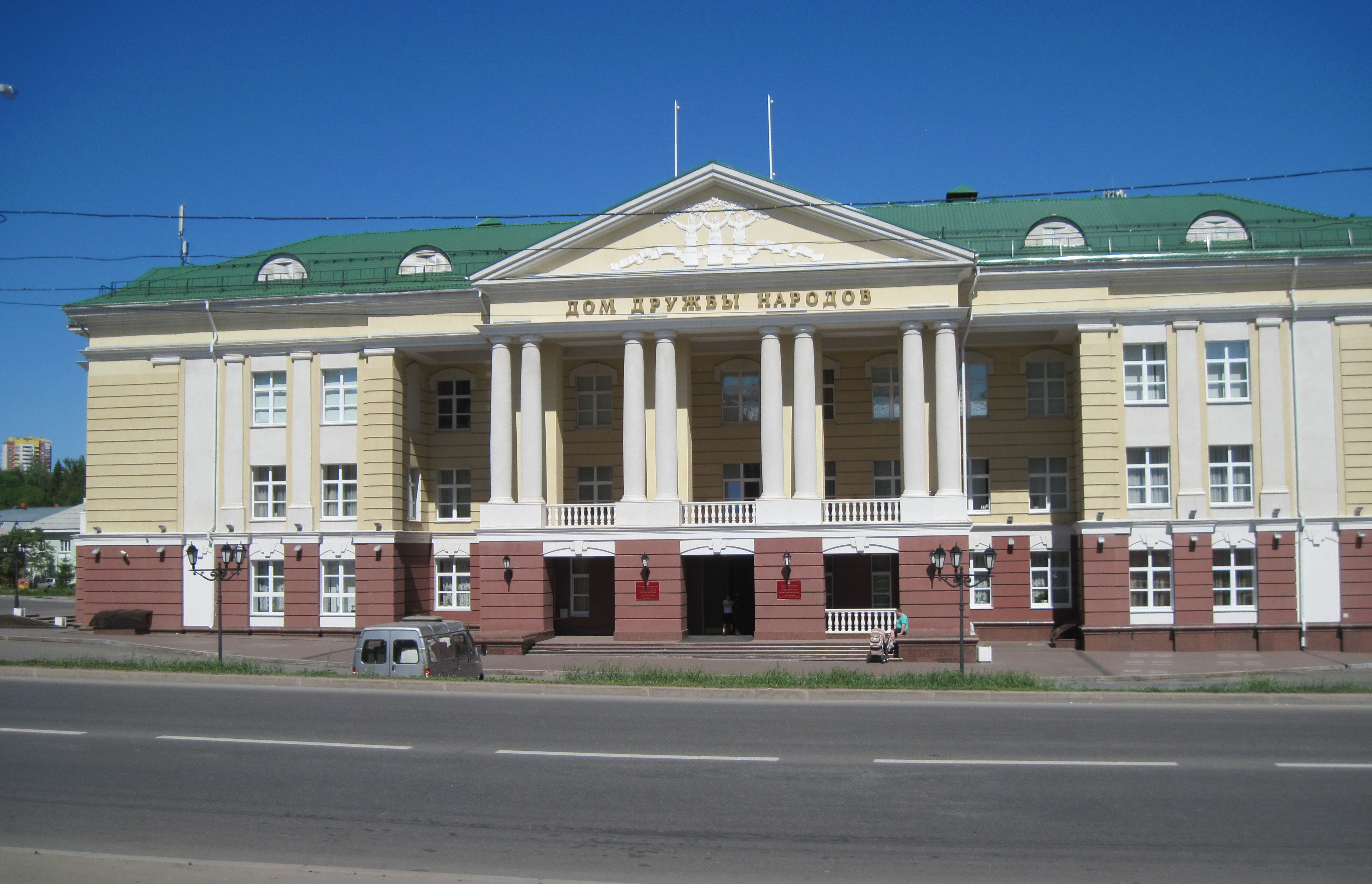
Дом дружбы народов

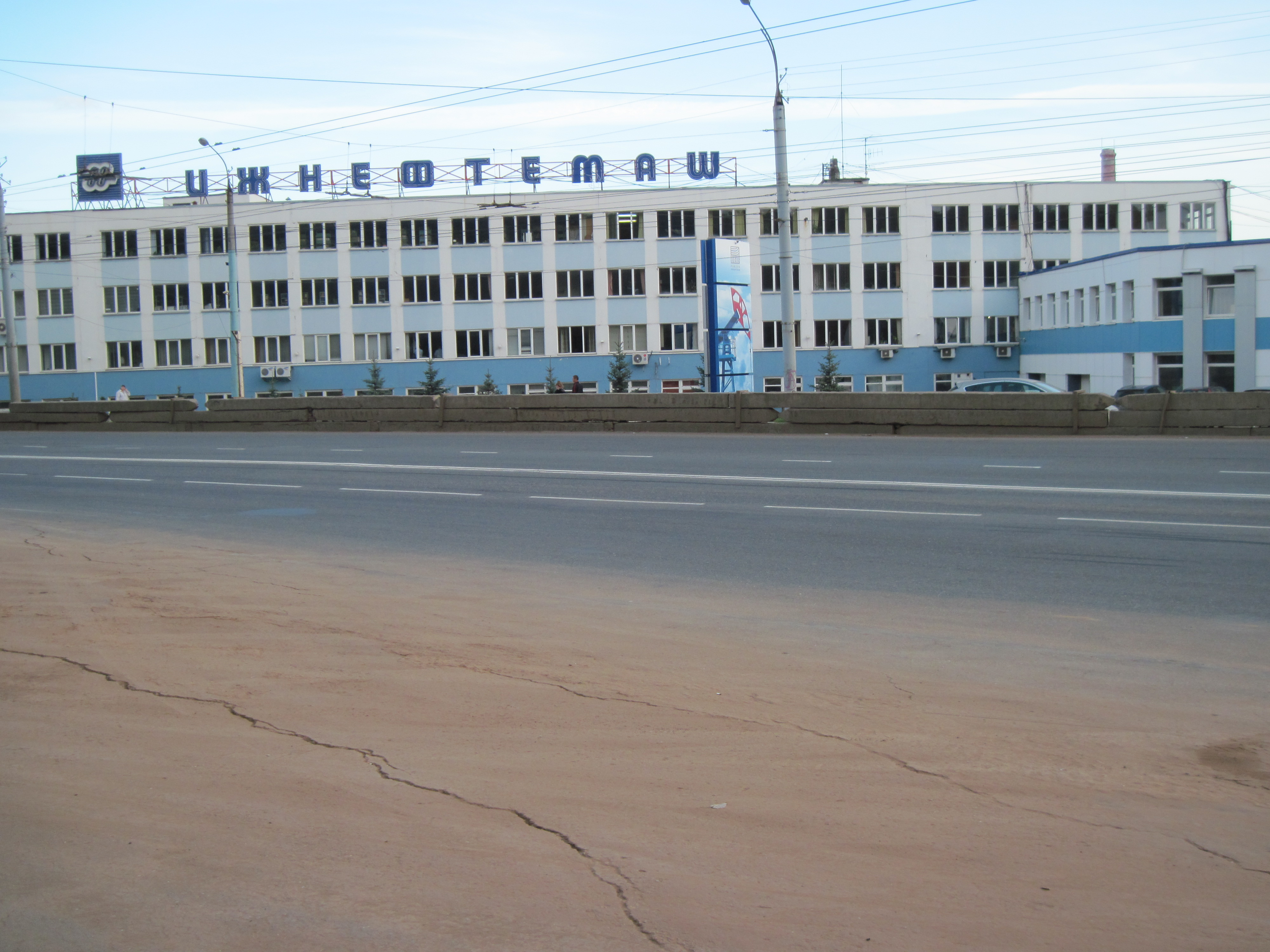
Завод «Нефтемаш»

- № 1а/7 — 8 корпус Удмуртского государственного университета
- № 1а/8 — рынок «Атлантида»
- № 1г — стадион «Нефтемаш»
- № 17 — вечерняя школа № 6
- № 21 — супермаркет «Ижтрейдинг»
- № 23 — стоматологическое ортопедическое отделение городской клинической больницы № 9
- № 23а — Республиканский центр дополнительного профессионального образования (повышения квалификации) специалистов
- № 25а — Управление по делам молодёжи Администрации города Ижевска
- № 33а — Дом дружбы народов
- № 33б — Министерство национальной политики Удмуртской Республики
- № 39 — Республиканский центр дополнительного образования для детей
- № 41 — Баня № 2
- № 51 — Поликлиника городской клинической больницы № 5
- № 63 — Ижевское специализированное профессиональное училище

По чётной стороне:
- № 2 — Ижевский завод нефтяного машиностроения
- № 2б — гипермаркет «Три банана»
- № 20а — Центр дошкольного образования и воспитания Первомайского района
- № 28а — детский сад № 39
- № 52 — Удмуртская федерация рукопашного боя и карате
- № 52а — Удмуртская энергосбытовая компания

## Транспорт

### Трамвай
Движение трамваев на улице Орджоникидзе открылось в 1941 году. Трамвайная линия обособлена от проезжей части и проходит вдоль домов чётной стороны от улицы Ленина до Промышленной улицы. На перекрёстке с Промышленной улицей расположена конечная станция линии, оборотное кольцо и съезды в депо № 2.
По улице следуют трамваи пяти маршрутов: № , , ,  и . Всего на линии расположены 4 станции: «Улица Орджоникидзе» (до 2015 останавливались только 8 и 11 маршруты, теперь все; из-за застройки микрорайона новыми многоэтажными домами от улицы Ленина до переулка Прасовский), «Улица Краева», «Дом дружбы народов» и «Промышленная».

### Троллейбус
Контактная сеть троллейбусов протянута от Промышленной улицы до улицы 40 лет Победы. Всего по улице проходят 6 маршрутов:
- от Промышленной улицы до завода «Нефтемаш» и обратно: № 4, 6;
- от Промышленной улицы до улицы 40 лет Победы и обратно: № 2, 4д, 6д, 10.

### Автобус
- 25: от Промышленной улицы до улицы 40 лет Победы и обратно;
- 28: от Советской улицы до улицы Ленина и обратно;
- 40: от Советской улицы до улицы Ленина и обратно;
- 301: от Промышленной улицы до Камбарской улицы и обратно;
- 304: от Промышленной улицы до Камбарской улицы и обратно;
- 344: от улицы Ленина до улицы 40 лет Победы;
- 357: от Промышленной улицы до улицы 40 лет Победы и обратно.

### Маршрутное такси
- 10: от Советской улицы до улицы Ленина и обратно;
- 49: от Промышленной улицы до улицы 40 лет Победы и обратно;
- 68: от Промышленной улицы до Ракетной улицы и обратно;
- 363 (353): от Промышленной улицы до улицы 40 лет Победы и обратно.